# 57. østlige længdekreds
Den 57. østlige længdekreds (eller 57 grader østlig længde) er en længdekreds, der ligger 57 grader øst for nulmeridianen. Den løber gennem Ishavet, Europa, Asien, det Indiske Ocean, det Sydlige Ishav og Antarktis.